# Watsonia laccata
Watsonia laccata là một loài thực vật có hoa trong họ Diên vĩ. Loài này được (Jacq.) Ker Gawl. miêu tả khoa học đầu tiên năm 1803.